# Carlo Francesco Nuvolone

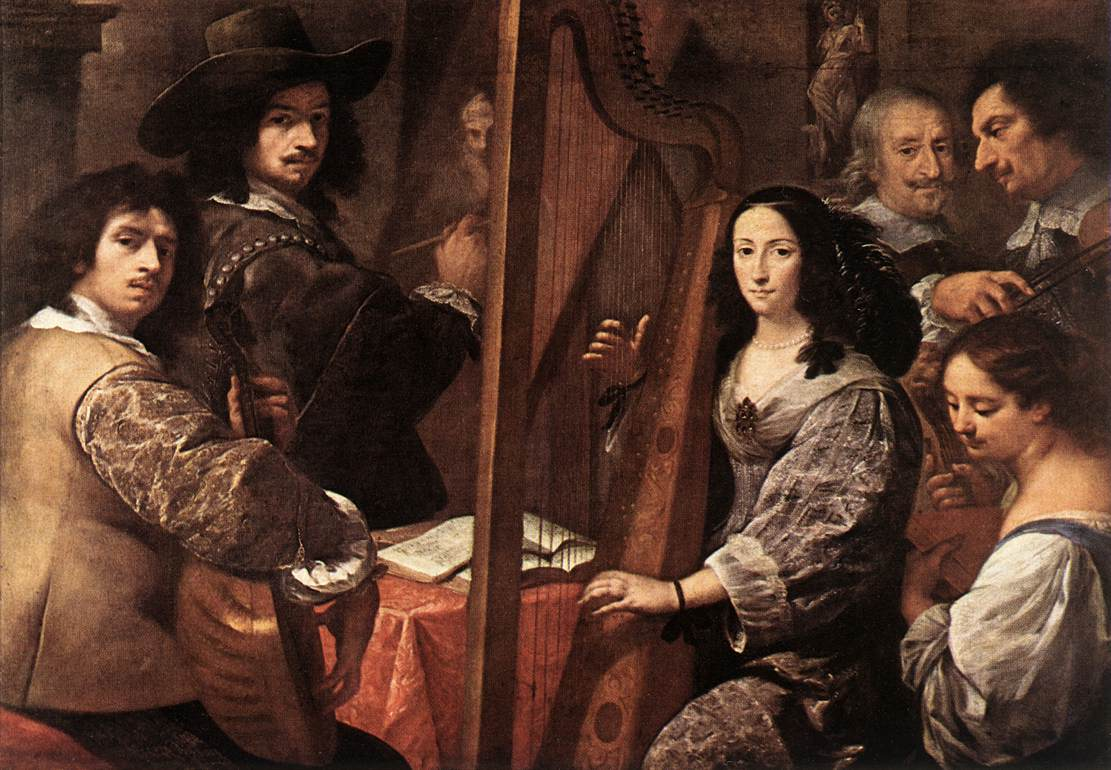
La familia del artista.

Carlo Francesco Nuvolone (Milán, 1609 - Milán, 1662) fue un pintor italiano del Barroco, cuya actividad se desarrolló en Lombardía.

## Biografía

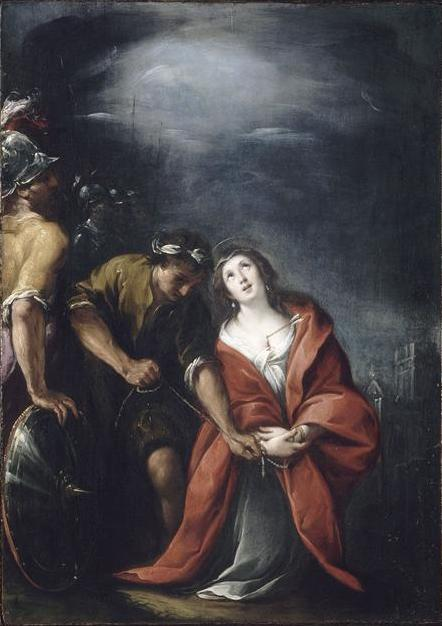
Martirio de Santa Irene, Museo del Louvre.

Nació en Milán y era hijo del pintor manierista cremonés Panfilo Nuvolone. Después de trabajar con su padre, estudió con Giovanni Battista Crespi (il Cerano) en la Accademia Ambrosiana de Milán. En ese estudió coincidió con Daniele Crespi y Giulio Cesare Procaccini.
Fue un artista versátil que supo integrar diversas influencias en su pintura a lo largo de su carrera. En su madurez consiguió una suavidad atmosférica que revela su probable conocimiento de la obra de Murillo, aunque no se sabe bien a través de qué vías. Alcanzó una gran maestría en el tratamiento de las luces y sombras, con las que consiguió modelar dulcemente los rostros de sus personajes. Resulta de particular interés su autorretrato como pintor rodeado por su familia de artistas, incluyendo a sus hijas que tañen instrumentos musicales.

## Obras destacadas
- Milagro de Santa Marta (1636, Seminario Arcivescovile, Venegono Inferiore)
- Escena de la Vida de Esther (1636, Musée des Augustins, Toulouse)
- Muerte de Lucrecia (Colección Poletti, Milán)
- Martirio de los santos Vito y Modesto (Museo Diocesano, Milán)
- San Ambrosio (Museo Diocesano, Milán)
- Martirio de Santa Irene (Museo del Louvre, París)
- Inmaculada Concepción (1645, Museo Civico, Piacenza)
- Asunción de la Virgen (1646, Pinacoteca di Brera, Milán)
- Virgen en la Gloria con santos (1647, Galería Nacional de Parma)
- Santa Ursula (1650, Musée de Picardie, Amiens)
- El artista y su familia (Pinacoteca di Brera, Milán)
- Frescos en la capilla de San Michele (1648, Cartuja de Pavia)
- Retrato de una mujer (Museos Cívicos de Pavía[1])
- San Antonio de Padua y el Niño Jesús (Colección privada)
- Caridad romana (Colección privada)
- Sibila (Museo Cerralbo)[2]